# Александр IV (царь Македонии)
Александр IV (др.-греч. Ἀλέξανδρος Δ'; 323 — между 311 и 304 годами до н. э.) — сын Александра Македонского, последний македонский царь из династии Аргеадов, который номинально правил Македонской империей от момента своего рождения до 305/304 года до н. э.
На момент смерти Александра Македонского мать Александра IV Роксана была на последних месяцах беременности. После рождения он стал македонским царём и соправителем своего слабоумного дяди Филиппа III Арридея, который не имел никакого политического влияния. С самого рождения мальчик стал игрушкой в руках влиятельных военачальников Александра. Первым регентом при малолетнем Александре IV стал Пердикка, который брал младенца в военные походы. После гибели Пердикки новый регент Антипатр настоял на переезде царей из Вавилона в Македонию. Там на малолетнего Александра с матерью, по одной из версий, было организовано неудачное покушение со стороны супруги Филиппа III Арридея Эвридики.
Во время Второй войны диадохов Александр на короткое время попал под опеку своей бабки Олимпиады, которая стремилась обеспечить внуку реальную власть. После гибели Олимпиады новым регентом при Александре стал Кассандр, который заточил мальчика в крепости, а затем приказал убить. В историографии существует несколько версий относительно обстоятельств и даты гибели Александра IV. По одной из них, Кассандр долгое время скрывал смерть царя. Диадохи, которые правили частями империи Александра, предпочитали «не замечать» отсутствие в живых царя и продолжали, формально, управлять своими сатрапиями от его имени.

## Биография

### Особенности воцарения
Непосредственно после смерти Александра Македонского в 323 году до н. э. возник вопрос относительно престолонаследника. Во время совета наиболее влиятельный военачальник Пердикка предложил дождаться родов жены Александра Роксаны, которая находилась на шестом или восьмом месяце беременности. Против такого предложения резко выступил Мелеагр. Он считал, что не следует дожидаться родов, во время которых на свет могла появиться и девочка. Ведь у Александра уже есть сын от Барсины Геракл. Да и не подобает македонянам подчиняться царям, в чьих жилах течёт персидская кровь. Мелеагр выступил за признание царём слабоумного брата Александра Арридея.
После кратковременного периода смуты возобладало мнение Пердикки. Александр родился не позднее сентября 323 года до н. э. Сразу после рождения в Вавилоне он был провозглашён царём и соправителем своего дяди Филиппа III Арридея. В связи с рождением Александра IV после смерти отца в источниках часто используют эпитет «Aegus» («посмертный сын»).

### Младенчество. Под опекой Пердикки и Полиперхона
Ни один из соправителей не имел никакого политического влияния: Филипп III Арридей был умственно отсталым, а Александр — младенцем. В этих условиях центральную власть в Македонской империи узурпировал регент Пердикка. Несмотря на возраст Александра, Пердикка брал его в военные походы в Каппадокию, Писидию и Египет. После того как Пердикку убили собственные военачальники, опеку над царями на короткое время получил Антигон Одноглазый. Новый регент империи, которого избрали в Трипарадисе, Антипатр перевёз царей в Македонию. По мнению итальянского историка М. Фонтана, решение Антипатра перевезти Аргеадов из Вавилона в Македонию означало отказ македонских царей от азиатских владений, которые завоевал Александр, что заложило основу крушения Македонской империи.
После смерти Антипатра в 319 году до н. э. новым регентом и опекуном македонских царей стал Полиперхон. Власть Полиперхона была крайне нестабильной. Практически сразу после смерти Антипатра началась Вторая война диадохов. В Македонии Полиперхону противостоял сын Антипатра Кассандр. Полиперхон остро нуждался в союзниках и предложил матери Александра Македонского Олимпиаде, которая правила Эпиром, вернуться в Македонию, чтобы заняться воспитанием внука и получить определённую власть. Олимпиада, которая безусловно доверяла Эвмену, просила у того совета относительно своих дальнейших действий. Эвмен, согласно Диодору Сицилийскому, посоветовал ей находиться в Эпире до тех пор, пока результат войны между Полиперхоном и Кассандром остаётся неясным.
Также после смерти Антипатра, по одной из версий, было совершено неудачное покушение на Роксану и её малолетнего сына Александра. В его организации, предположительно, принимала участие амбициозная супруга Филиппа III Арридея Эвридика. Роксана с малолетним сыном была вынуждена бежать в Эпир к Олимпиаде. Историк Г. Макурди провела собственное исследование, согласно которому версия о покушении на Роксану и Александра IV недостоверна. По её мнению, она первоначально была озвучена в подложных письмах, которые Эвмен зачитал войску, затем попала в труды Иеронима Кардийского и нашла отображение в трудах поздних авторов. С помощью истории о покушении на сына Александра Македонского, возможно, Эвмен стремился обеспечить лояльность македонского войска в войне против партии, к которой принадлежала Эвридика. В действительности, по мнению Г. Макурди, Полиперхон держал малолетнего царя при себе даже во время военных походов.

### Под опекой Олимпиады

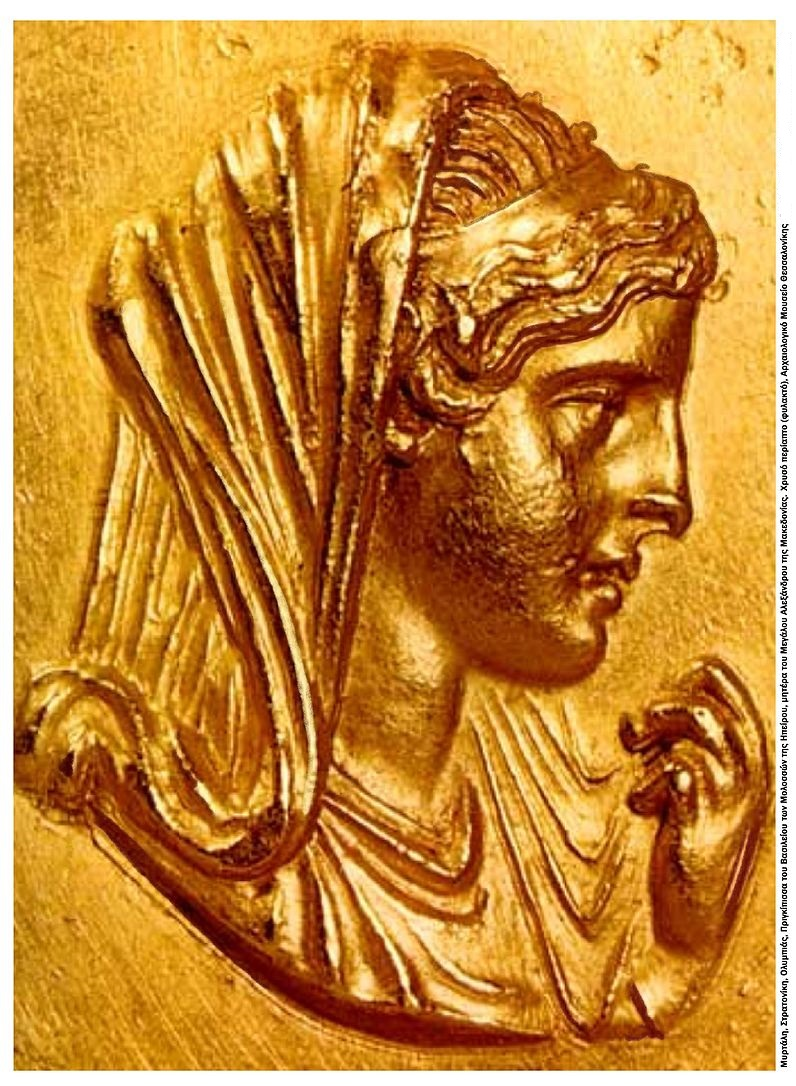
Около года Александр IV находился под опекой своей бабки Олимпиады
Изображение Олимпиады на отчеканенном при Каракалле (198—217) римском медальоне. Археологический музей Салоник, Греция

После провала осады Мегалополя Полиперхоном в 318 году до н. э. позиции регента пошатнулись. На сторону Кассандра стали переходить греческие полисы. Супруга Филиппа III Арридея Эвридика также решила, что пробил её час. От имени мужа она письмом уведомила Полиперхона, что новым регентом становится Кассандр, которому следует передать управление царской армией.
Полиперхон с остатками своего войска отправился в Эпир к Олимпиаде. У Олимпиады было много мотивов оказать помощь Полиперхону. При её дворе находились невестка Роксана с Александром. Олимпиада стремилась обеспечить власть над Македонией потомкам своего сына, что шло вразрез с интересами Эвридики. По одной из версий, официально Олимпиада стала соправительницей Полиперхона. Чтобы убедить царя эпиротов Эакида выступить в военный поход против Эвридики, Олимпиада и Полиперхон обручили, либо даже женили, малолетнего Александра на эпиротской царевне Деидамии.
С эпирским войском и остатками сил Полиперхона Олимпиада в 317 году до н. э. вторглась в Македонию. Армии Олимпиады противостояло войско под командованием Эвридики. Македонские воины при виде матери и сына Александра Македонского отказались повиноваться Эвридике и без боя перешли на сторону Олимпиады. Вскоре номинальный царь Филипп III Арридей и его реально царствовавшая жена Эвридика были схвачены и брошены в темницу. Через несколько дней Филипп III Арридей был убит по приказу Олимпиады. Эвридика получила меч, верёвку и яд с тем, чтобы самой выбрать способ самоубийства.
После гибели Филиппа III Арридея Александр IV стал единственным номинальным царём Македонской империи. Македоняне признали право Олимпиады царствовать от имени внука, и короткое время она неограниченно правила в Македонии. После известия о захвате Македонии Олимпиадой с Полиперхоном Кассандр, который находился с войском в Пелопоннесе, был вынужден вернуться в Македонию. Олимпиада вместе с внуком Александром, его матерью Роксаной и другими родственниками и свитой укрылись в приморском городе Пидна.

### Заключение. Гибель
По завершении осады Пидны в руки Кассандра попали Олимпиада, Роксана и Александр IV. Олимпиаду, по приказу Кассандра, казнили. Правитель Македонии понимал, что дорога к трону станет легче без малолетнего царя, но, опасаясь общественной реакции, предпочёл на время оставить их живыми. Также сохранялась неопределённость в итоге противостояния между Эвменом и Антигоном на востоке. Кассандру было выгодным иметь столь знаковых пленников как жена и сын Александра Македонского. Александра IV с матерью поместили в крепость Амфиполя. Кассандр приказал, чтобы мальчика воспитывали как обычного человека, изолировали от общения с обычными людьми и не оказывали царских почестей.
Несмотря на заточение Александр IV оставался формальным царём империи. С идеологической целью, чтобы представить свою войну справедливой, Антигон, который и сам имел царские амбиции, стал распространять слух, что хочет отомстить Кассандру за смерть Олимпиады и освободить Александра IV с матерью из плена. Таким образом он стремился приобрести союзников среди македонян, которые сохраняли верность памяти Александра. По условиям мирного соглашения 311 года до н. э., которое завершило Третью войну диадохов, Кассандр становился «стратегом Европы» и опекуном Александра IV до достижения им совершеннолетия, то есть до 305 года до н. э. Текст мирного договора не сохранился, однако, по одной из версий, он мог содержать условие освобождения Александра IV, которому надлежало дать соответствующее образование и оказывать царские почести. Эти условия не отвечали интересам Кассандра, в связи с чем он не спешил с их выполнением. Более того, по мнению современных историков, диадохи намеренно подталкивали Кассандра убить Александра IV. Они понимали, что формально срок их полномочий заканчивался с совершеннолетием Александра IV. К тому же, Кассандр на момент смерти малолетнего царя уже достаточно упрочил собственную власть в Македонии и не опасался восстаний.
Заступничество за Александра IV влиятельных диадохов привело к тому, что Кассандр стал воспринимать Александра IV в качестве реальной угрозы для своей власти. Это ощущение дополняли разговоры македонян о необходимости передать Александру IV престол его предков. В этих условиях Кассандр поручил коменданту крепости Главкию тайно убить Александра IV с матерью и закопать их тела. Согласно данным из различных источников, Роксана и Александр IV были убиты кинжалом либо отравлены.
В историографии существует несколько версий о дате гибели Александра IV. А. С. Шофман отмечал, что убийство произошло после заключения мирного соглашения между диадохами между 311 и 309 годами до н. э. И. Ш. Шифман датировал событие 311 годом до н. э., В. Хеккель — 310 годом до н. э., Ф. Шахермайр — 309 годом до н. э.

### Захоронение. Посмертное царствование

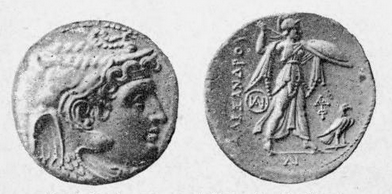
Египетская монета с именем Александра IV

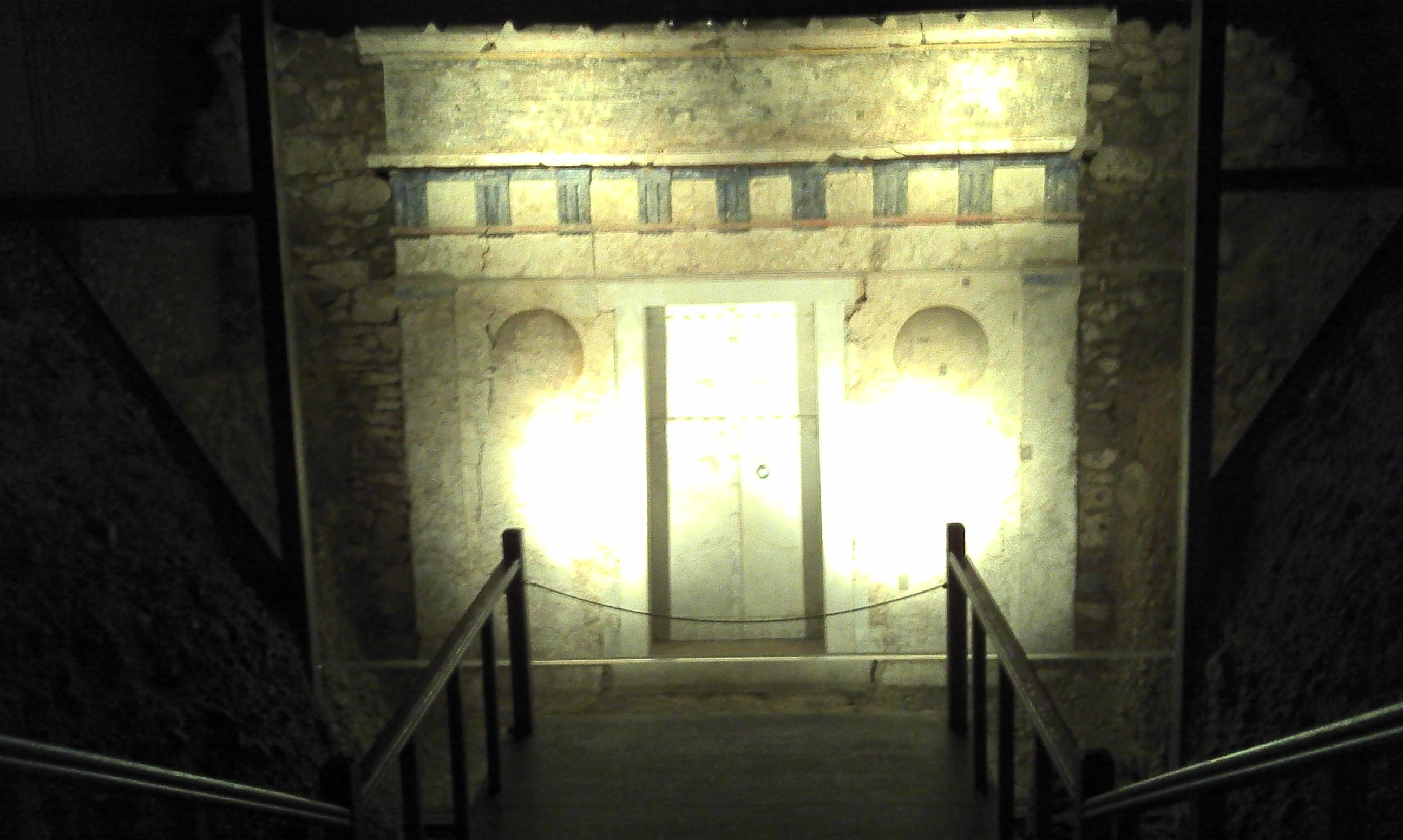
Гробница III в Вергине, где, предположительно, был захоронен Александр IV

Данные из письменных источников дисгармонируют с данными нумизматики и текстом ряда египетских папирусов. В Египте чеканили монеты с именем Александра IV вплоть до объявлении Птолемея фараоном, то есть до 305/304 года до н. э. Также археологами обнаружены папирусы, которые датируют 307 и 305/304 годами до н. э. с указанием царствующего монарха Александра IV.
Это противоречие с письменными источниками о смерти Александра IV привело к появлению нескольких версий. По одной из них, в 311—309 годах до н. э. Кассандру было выгодным скрыть факт смерти малолетнего царя. Диадохи, которые распределили между собой империю Александра Великого, правили её частями в качестве сатрапов под формальной властью македонского царя. Возможно, они предпочитали «не замечать» отсутствие царя, хоть и знали о его смерти. Впоследствии, Кассандр захотел и/или посчитал целесообразным легитимизировать свою власть в Македонии и принять царский титул. После «официальной» смерти Александра IV диадохи стали объявлять себя царями.
В 1977 году греческий археолог М. Андроникос совершил одно из наиболее важных археологических открытий XX века, обнаружив комплекс неразграбленных гробниц македонских царей. В так называемой гробнице III в 1979 году обнаружили урну с останками юноши-подростка 15—17 лет. В гробнице также находился ассортимент погребальной утвари. По мнению историков, останки в этой гробнице могли принадлежать лишь Александру IV. В таком случае данные Диодора, согласно которым Александр был убит в 311—309 годах до н. э., неверные. Возможно, в 305/304 году до н. э. Кассандр был вынужден провести перезахоронение неких «останков Александра IV», чтобы обеспечить легитимность своей власти в Македонии.
Со смертью Александра IV завершилось многовековое царствование македонской династии Аргеадов.

### Исследования
- Борза Ю. История античной Македонии (до Александра Великого) / пер. с англ. М. М. Холода при участии А. Бодрова, О. и В. Иванцовых, 3. Барзах; научная ред. и вступ. статья М. М. Холода; приложения М. М. Холода, Э. Д. Фролова и Ю. Н. Кузьмина. — СПб.: Нестор-История, 2013. — 592 с. — (Историческая библиотека). — ISBN 978-5-44690-015-2.
- Дройзен И. Г. История эллинизма. — Ростов н/Д.: Феникс, 1995. — Т. 2. — 544 с. — ISBN 5-85880-079-3.
- Киляшова К. А. Политическая роль женщин при дворе македонских царей династии Аргеадов. Диссертация на соискание учёной степени кандидата исторических наук / Научный руководитель доктор исторических наук, профессор Э. В. Рунг. — Казань: Казанский (Приволжский) федеральный университет, 2018.
- Светлов Р. В. Пирр и военная история его времени. — СПб.: Изд-во С.-Петерб. ун-та, 2006. — 355 с. — ISBN 5-288-03892-9.
- Шахермайр Ф. Александр Македонский. — Ростов-на-Дону: Феникс, 1997. — 576 с. — ISBN 5-85880-313-Х.
- Шифман И. Ш. Александр Македонский / ответственный редактор Э. Д. Фролов. — Л.: Наука, 1988. — ISBN 5-02-027233-7.
- Шофман А. С. Распад империи Александра Македонского / Печатается по постановлению редакционно-издательского совета Казанского университета. Отв. редактор В. Д. Жигунин. — Казань: Издательство Казанского университета, 1984.
- Arena E. Alexander IV and Tomb III of Vergina 'Great Tumulus'. For a Historical Re-Eexamination (англ.) // Athenaeum. — 2013. — Vol. 101, no. 1. — P. 71—101.
- The British Chronicles (англ.) / David Hughes. — Westminster, Maryland: Heritage Books Inc., 2007. — Vol. II. — ISBN 978-0-7884-4491-3.
- Carney E. D. Olympias. Mother of Alexander the Great (англ.). — New York • London: Routledge, 2006. — 221 p. — (Women of the Ancient World). — ISBN 0-415-33316-4.
- Heckel W. Who's Who in the Age of Alexander and his Successors. From Chaironea to Ipsos (338—301 BC) (англ.). — Barnsley: Greenhill Books, 2021. — 554 p. — ISBN 978-1-78438-648-1.
- Macurdy G.[англ.]. Roxane and Alexander IV in Epirus (англ.) // The Journal of Hellenic Studies. — Society for the Promotion of Hellenic Studies, 1932. — P. 256—261. — JSTOR 625991.
- Poole R. S. Catalogue of Greek Coins: The Ptolemies, Kings of Egypt (англ.). — London: The Trustees, 1883.
- Tolley H. The End of the Satrapies: The Date of Alexander IV's Death (англ.) // Athens Journal of History. — 2019. — P. 259—278. — doi:10.30958/ajhis.